# Bedotia masoala
Bedotia masoala е вид лъчеперка от семейство Bedotiidae. Видът е уязвим и сериозно застрашен от изчезване.

## Разпространение
Разпространен е в Мадагаскар.

## Описание
На дължина достигат до 8,7 cm.